# Ефект Дюфура
Ефект Дюфура або ж термодифузний ефект — явище виникнення теплового потоку в дво-(багато-)фазній системі внаслідок градієнту концентрації різних компонентів (фаз) системи. Відкритий Л. Дюфуром (L. Dufour) в 1872 році, детально досліджений К.Клузіусом (К.Clusius) і Л. Вальдманном (L. Waldmann) в 1942-49 рр. Цей ефект є оберненим до ефекту термодифузії.

## Деталі
При сталому тиску тепловий потік {\displaystyle {\vec {J}}_{q}}, що виникає через градієнт концентрації {\displaystyle \nabla c_{1}} дорівнює:
{\displaystyle {\vec {J}}_{q}=-\lambda \nabla T-\rho _{1}T\mu _{11}^{c}D''\nabla c_{1}.}
де {\displaystyle \nabla T} — градієнт температури внаслідок такого ефекту, {\displaystyle \lambda } — коефіцієнт теплопровідності, {\displaystyle D''} — коефіцієнт дюфура, {\displaystyle \rho _{1}} — густина першої компоненти, {\displaystyle \mu _{11}^{c}=\left({\frac {d\mu _{1}}{dc_{1}}}\right)_{T}}, {\displaystyle \mu _{1}} — хімічний потенціал першої компоненти. Поява похідної хімпотенціалу по концентрації пов'язана з тим, що в лінейних співвідношеннях Онсагера термодинамічні сили пропорційні градієнтам хімпотенциалів. Величину {\displaystyle \rho _{1}T\mu _{11}^{c}D''} називають коефіцієнтом дифузійного термоефекту. Відношення {\displaystyle c_{1}c_{2}TD'/D} називається термодифузійним відношенням. Ефект Дюфура і перенос маси називають перехресними процесами. Згідно з теоремою Онсагера, коефіцієнт Дюфура і коефіцієнт термодифузії дорівнюють одне одному: D=D' (співвідношення Онсагера). Значення коефіцієнта Дюфура можуть бути як додатні так і від'ємні однак при цьому завжди
{\displaystyle \left(D''\right)^{2}\leq {\frac {\lambda D}{T\rho c_{1}^{2}c_{2}\mu _{11}^{c}}}}
що є наслідком додатності зміни ентропії і умови термодинамічної стійкості. У стаціонарному стані, коли дифузійний потік дорівнює нулю,
{\displaystyle {\frac {D'}{D}}=-{\frac {1}{c_{1}c_{2}}}{\frac {\nabla c_{1}}{\nabla T}}}
Це відношення називається коефіцієнтом Соре і рідинних та газових сумішах має порядок величини 10−3..10−5 К−1. Знаючи {\displaystyle D} можна визначити і {\displaystyle D'}, а отже і {\displaystyle D''}. Для рідин {\displaystyle D''\sim 10^{-8}..10^{-10}} см/с-К, для газів {\displaystyle D''\sim 10^{-4}..10^{-6}} см/с-К. Коефіцієнт {\displaystyle D''} можна виміряти безпосередньо по градієнту температури, що виникає при змішування рідин і газів
{\displaystyle {\frac {D''}{\lambda }}={\frac {1}{T\rho _{1}\mu _{11}^{c}}}{\frac {\nabla T}{\nabla c}}}
де {\displaystyle \nabla T} — максимальна різниця температури різних рідких чи газоподібних речовин, що мали однакову температуру до змішування. У газах {\displaystyle \nabla T} порядку кількох кельвінів, а в рідинах — в 104 разів менше. Ці результати підтверджують співвідношення Онсагера.